# 凯恩·拉塞尔
凯恩·拉塞尔（英語：Kane Russell，1992年4月22日—），新西兰男子曲棍球运动员。他曾代表新西兰参加2018年和2022年英联邦运动会曲棍球比赛，其中2018年英联邦运动会获得一枚银牌。